# Salar Jung

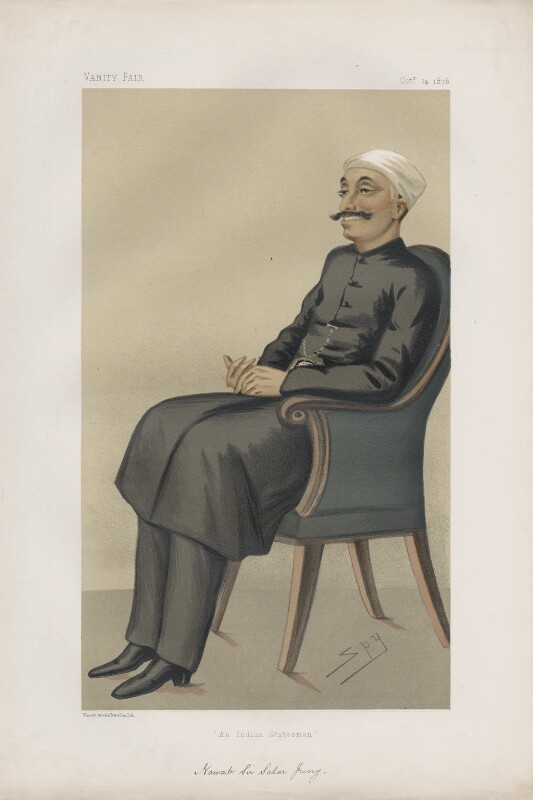
Salar Jung

sir Salar Jung (Mir Turab Ali), född 1829, död i kolera 8 februari 1883, indisk politiker, chefsminister (nawab sahib) från 1853 i vasallstaten Hyderabad och en av de mest anglofila indiska politikerna i Brittiska Indien.
Salar Jung var en begåvad och driftig ämbetsman, och organiserade under sin tid som chefsminister förhållandena i furstestaten, som före hans tid befunnit sig i bedrövligt skick. Under sepoyupproret förhöll sig statsmakten i Hyderabad, mycket tack vare Salar Jung, lojala mot britterna. Hans lojalitet belönades med engelskt adelskap.